# RoOT / ルート オブ オッドタクシー
『RoOT / ルート オブ オッドタクシー（ルート オブ オッドタクシー、英語：Route of OddTaxi）は、P.I.C.Sによるメディアミックス作品。2021年4月から6月までテレビ東京ほかにて放送されたテレビアニメ『オッドタクシー』の新プロジェクト。
物語は新たな主人公・玲奈と佐藤の視点で進み、アニメでは語られることのなかった、裏側で起こっていた出来事が明かされていく。
2023年2月から2025年4月まで肋家竹一による漫画が、『ビッグコミックスペリオール』の電子レーベル「スペリオール・ダルパナ」（小学館）にて隔週で連載された。
2024年4月に『RoOT / ルート』（ルート）のタイトルでテレビ東京系にてテレビドラマ化された。

## あらすじ
探偵の玲奈と新人の佐藤は浮気調査の最中、不審なタクシーを見かける。佐藤は浮気現場の動画撮影に成功するが、見知らぬヤクザに動画を取り上げられてしまう。
探偵事務所に居酒屋の女将タエ子が素行調査を依頼。対象はタクシー運転手の小戸川宏。玲奈と佐藤は赤道の助けを借りて小戸川のタクシーに遠隔操作できるドライブレコーダーを取り付け監視を始める。

## 登場人物
玲奈（れな）
新宿探偵事務所の調査員。
佐藤（さとう）
新宿探偵事務所の調査員。玲奈の部下。珍しいものを引き寄せる体質。
指宿（いぶすき）
新宿探偵事務所の所長。玲奈、佐藤の上司。
赤道（せきどう）
依頼されたものを修理したり作成したりするなんでも屋。

## 漫画
2023年2月24日から2025年4月25日まで肋家竹一により『ビッグコミックスペリオール』の電子レーベル「スペリオール・ダルパナ」（小学館）にて隔週で連載された。肋家は『オッドタクシー』のコミカライズから続投となる。

### 書籍情報
- 此元和津也・P.I.C.S.（原作） / 肋家竹一（作画） 『RoOT / ルート オブ オッドタクシー』 小学館〈ビッグコミックス〉、全6巻
  1. 2023年05月30日発売[小 1]、ISBN 978-4-09-861807-1
  2. 2023年09月28日発売[小 2]、ISBN 978-4-09-862523-9
  3. 2023年12月27日発売[小 3]、ISBN 978-4-09-862622-9
  4. 2024年05月30日発売[小 4]、ISBN 978-4-09-862802-5
  5. 2024年11月28日発売[小 5]、ISBN 978-4-09-863071-4
  6. 2025年05月30日発売[小 6]、ISBN 978-4-09-863429-3

## テレビドラマ
『RoOT / ルート』のタイトルで2024年4月3日（2日深夜）から6月5日（4日深夜）まで、テレビ東京系「ドラマチューズ!」枠にて放送された。主演は河合優実と坂東龍汰。
プロジェクト「RoOT / ルート オブ オッドタクシー」の一環で始まった漫画をもとに、玲奈と佐藤が主人公の二人視点のドラマオリジナルストーリーが展開していく。

### あらすじ（テレビドラマ）
詳細は「#エピソードリスト」を参照

### キャスト

#### 主要人物
指宿探偵事務所のチグハグ探偵コンビ。
鈴木玲奈（すずき れな）〈19〉
演 - 河合優実
愛嬌ゼロの調査員。クールで孤独。

佐藤（さとう）〈24〉
演 - 坂東龍汰
新人調査員。凶運を引き寄せがちだがポジティブ。

#### 指宿探偵事務所
街の小さな探偵事務所。
指宿（いぶすき）
演 - 黒田大輔
所長。黒田から依頼され、三矢ユキの失踪事件を追う。

大谷（おおたに）
演 - 福田温子
事務員。ドラマオリジナルキャラクター。

#### 玲奈の協力者
今村花音（いまむら かのん）
演 - 寺本莉緒
売れっ子キャバ嬢。玲奈の高校時代の同級生。

赤道（せきどう）
演 - 紗羅マリー
謎の便利屋。 24時間営業のサウナ「赤道」の地下に事務所を構える。

#### ミステリーキッス
芸能事務所グレードッグに所属する3人組アイドルグループ。
二階堂ルイ（にかいどう ルイ）
演 - 中村麗乃（乃木坂46）
グループのリーダー。不動のセンター。

市村しほ（いちむら しほ）
演 - 伊藤友希
貧困家庭で育ち、一攫千金を狙いアイドルに。活動中は黄色い衣装で覆面を着用する。
美人局を目的にマッチングアプリで柿花など複数の男性とのパパ活を強いられる。

三矢ユキ?（みつや ユキ） / 和田垣さくら（わだがき さくら）
演 - 小林桃子
有名になり生き別れの父に会うためアイドルに。活動中は青い衣装で覆面を着用する。
大分から上京したばかりだったが、デビューを前に失踪したユキの代役に誘われる。

#### ミステリーキッスの関係者
山本冬樹（やまもと ふゆき）
演 - 鳥谷宏之
マネージャー。成功のためには手段を問わず力を尽くす実直な男。

今井（いまい）
演 - 稲葉友
ルイ推しのファン。キャバクラのボーイ。陽気な人柄。
たまたま乗車した小戸川のタクシーで教えられた数字から、宝くじで10億円を当選させる。

#### 黒田興産（黒田組）
シノギで地上げや美人局、芸能事務所グレードッグを経営する反社会勢力。
黒田茂（くろだ しげる）
演 - 渡辺いっけい
社長。裏組織のボス。サウナとゴルフを愛好する。
過去の悪事への贖罪の念から交通遺児や身寄りのない子供、ホームレスを支援するNPO法人を運営する。

ドブ / 恭平（きょうへい）
演 - 三浦誠己
黒田の部下。昔気質のチンピラで喧嘩が強い。

ヤノ / 矢野治人（やの はるひと）〈27〉
演 - 奥野瑛太
黒田の部下。ドブの後輩だが犬猿の仲。ライム&フロウでラッパーのように喋る冷酷な男。
芸能事務所と所属アイドルを使った美人局をシノギにしている。

関口東吾（せきぐち とうご）〈33〉
演 - 山口航太
ヤノの舎弟でボディガード。

#### 居酒屋やまびこ
小戸川宏（おどかわ ひろし）〈41〉
演 - 篠原篤
常連客。個人タクシーの運転手。玲奈と佐藤の調査対象。失踪直前の三矢ユキを乗車させている。

柿花英二（かきはな えいじ）
演 - 政修二郎
常連客。ビルの清掃員。小戸川の友人。能天気なお調子者。プロフィールを詐称しマッチングアプリで婚活中。
ミスキスのしほに騙され美人局で関口にふ頭に拉致・監禁されるが、ドブを伴った小戸川に救出される。

タエ子（タエこ）
演 - 吉本菜穂子
居酒屋の主人。穏やかで温和な人柄。玲奈と佐藤に小戸川の素行調査を依頼する。

#### 失踪した女子高生の家族
笑風亭呑楽（しょうふうてい どんらく）
演 - 松尾貴史
大御所噺家。ユキの父親。現在は御意見番的存在だが、若手時代はアイドル的人気で消しゴムが作られるほどだった。
家族を守り、自身の不祥事を揉み消すのに過去に反社の力を借り、裏社会と繋がりを持つようになる。

三矢久美子（みつや くみこ）
演 - 中込佐知子
呑楽の妻。ユキの母親。穏和な人柄。

三矢ユキ（みつや ユキ）〈18〉
演 - 菊池日菜子
呑楽の娘。失踪した女子高生。玲奈が高校生のころの陸上部の後輩。
親の七光りに頼らずアイドルとして大成することを目指していた。

#### その他
大門（だいもん）
演 - 富川一人
乱暴な職務質問をする汚職警察官。ドブと裏で通じている。

樺沢太一（かばさわ たいち）
演 - 遠藤雄斗
世直し系YouTuberの大学生。ドブを取り上げバズってしまう。注目を集めたがりながらも臆病。

#### ゲスト

##### 第1話
金丸慎吾
演 - 松澤傑（第7話）
虹色銀行の行員。玲奈と佐藤による浮気調査の調査対象。
ドブの手に渡った浮気写真で強請られ、偽札をヤノに掴ませ今井の宝くじの当選金10億円をドブに差し出す。

浮気相手
演 - 吉田芽吹
金丸と不倫する女性。玲奈と佐藤による浮気調査の調査対象。

金丸の妻
演 - 湊川えみ
佐藤が夫の浮気の証拠写真をチンピラ（ドブ）に奪われたと報告され、激高して探偵事務所を出ていく。

ホームレス
演 - カトウシンスケ（第2話）
ドブが出没した場末の路地裏で造花やマスコット人形で装飾した自転車を手押しするホームレス。
佐藤がドブに暴行された夜、小戸川のタクシーから降りた女性が雑居ビルに入って行くのを目撃する。

テレビ番組の出演者
演 - 武藤心平（第2話・3話・第9話）、増田赤カブト（第2話・3話・第9話）、岸宗太郎（第2話・3話・第9話）
呑楽が出演するテレビ番組『ワイドリル』の司会者と女性出演者、男性出演者。

マネージャー
演 - 錦笑亭満堂（第2話・第3話・最終話）
呑楽のマネージャー。家出したから探さないでくれとのユキからの電話を受ける。

ホモサピエンス
柴垣健介（しばがき けんすけ）、馬場敦也（ばば あつや）
演 - ユースケ（ダイアン）、津田篤宏（ダイアン）
漫才コンビ。作中のテレビ番組やラジオ番組に出演している。

ニュースキャスター
声 - 花江夏樹
ラジオニュースのキャスター。女子高生失踪事件のニュースを読み上げる。

##### 第2話
ミステリーキッスのファン
演 - プリティ望
ミステリーキッスの新曲リリースイベントでルイと記念撮影するルイ推しのファン。

グレードッグ事務員
演 - 福原稚菜（第8話）、奥山静紀（第8話）
ミステリーキッスの新曲リリースイベントを運営する。

タクシードライバー
演 - 水野智則
タクシー会社の運転手。玲奈と佐藤に元同僚の小戸川は勤務報告書で乗客が猿と報告したり、グレーな仕事に関わっていたと教える。

高齢女性
演 - 亀岡園子
小戸川の聞き込みをする玲奈と佐藤を地上げ屋と勘違いする。

黒田の部下
演 - 鈴木隆仁（第3話・第4話・第7話）、佐藤誠（第3話・第7話）、入慶田本朝敬、金本勇利、原田大輔、柳鶴誠、黒野優、渡辺航平、長谷部光祐
地上げを行っていた黒田の部下たち。

黒田の部下
演 - 古堅元貴（第3話）
黒田にタバコの火を差し出す部下。

陸上部顧問
演 - 塚原さやか（第8話）
玲奈が高校時代の陸上部の顧問。

陸上部員
演 - 大畑優衣（第8話）、佐藤あやの（第8話）、麻生結愛花（第8話）
玲奈が高校時代の陸上部の仲間。

##### 第3話
ダンスコーチ
演 - 浅野康之（第9話）
ミステリーキッスのダンスコーチ。

バーテンダー
演 - 井上一磨
玲奈が樺沢に接触したバーのバーテンダー。

女性客
演 - 飯田里穂
居酒屋やまびこの女性客。

##### 第4話
ニュースキャスター
演 - 片野晴道（第7話・第8話）
テレビのニュース番組で女子高生失踪事件を伝える。

依頼人
演 - 上楽敦子
行方不明の小林トメ〈84〉の捜索を指宿探偵事務所に依頼した女性。

ウェイター
演 - 犬塚俊輔
しほと柿花が入店したレストランのウェイター。

ジュエリーショップの店員
演 - 鴨志田媛夢
来店した柿花を接客する。

ヤノの舎弟
演 - 上野郁弥（第6話）、村井良輔（第6話）

闇金業者
演 - 中村織央（第5話・最終話）、光根恭平（第5話・最終話）
柿花に金を貸す二人組の闇金業者。

呼び込み
演 - 山田竜弘（第1話・第8話）、松本卓也（第1話・第8話）
今井が勤務するキャバクラの呼び込み。

##### 第5話
キャバクラの上客
演 - 中野剛
キャバ嬢の体験入店をした玲奈からズボンに酒をこぼされる。

津田
演 - 津田篤宏（ダイアン）
上記の上客と同席する。玲奈の粗相を注意する。

キャバクラのボーイ
演 - ユースケ（ダイアン）
玲奈の粗相をフォローに入る。

キャバ嬢
演 - 優木千央、千歳ゆず
玲奈や花音と一緒に小戸川を接客するキャバ嬢。

##### 第6話
監督
演 - 星野卓誠
ルイが端役で出演したドラマの監督。

ドラマスタッフ
演 - 佐藤新太
ルイが端役で出演したドラマの制作スタッフ。

オーディションの参加者
演 - 天麻ゆうき、石井萌々果、十二稜子、戸田梨杏、園山ひかり、福嶋晴菜、飯島七々夏、河上英里子、熊崎愛、宮澤舞雪、凪楽ひより（太陽と踊れ）、野々瀬葉月（太陽と踊れ）、花咲花桜（太陽と踊れ）、雨島詩月（太陽と踊れ）、榎宮あんり（太陽と踊れ）、三葉海緒（太陽と踊れ）、夕綺友里杏（太陽と踊れ）
新人アイドル・オーディションの参加者たち。

オーディションのスタッフ
演 - 祐村要
新人アイドル・オーディションのスタッフ。

NPOスタッフ
演 - うえきやサトシ
ホームレスへの豚汁の炊き出しを黒田と行うスタッフ。

レポーター
演 - 浅井映里香（第7話）
テレビ番組で港区の芝浦ふ頭でブルーシートに包まれた女性の遺体が発見されたと現地からレポートする。

##### 第7話
銀行員
演 - 出井景悟
虹色銀行での金丸の同僚行員。

セルジオ高木
演 - 世志男（第8話・第9話）
グレードッグ社長。

仲嶺、藤木
演 - 木村圭作（第8話・最終話）、岡本智礼（第8話・最終話）
グレードッグに現れた二人組の刑事。

ニュースキャスター
演 - 花岡けい子（第8話）、安田敬一郎、吉田真奈美
ふ頭で遺体が発見されたニュース、黒田が倒れて搬送されたニュース、ドブが銃撃されたニュースを伝える。

記者
演 - 高瀬アラタ、倉貫匡弘
三矢ユキの遺体発見でグレードッグが開いた記者会見に出席した記者。

記者
演 - 原田悦嗣、大西遵
三矢ユキの遺体発見で呑楽邸の前に押しかけた記者。

##### 第9話
和田垣（わだがき）
演 - 阿部瑞歩（最終話）
大分に住むさくらの母。呑楽がテレビに映るとテレビを消すが、家を出ていった呑楽ファンだったさくらの父を思い出すためであった。

オーディションの参加者
演 - ねるん（ゆるめるモ!）、なに（ゆるめるモ!）、へそ（ゆるめるモ!）、めあり（ゆるめるモ!）、まつり（ex-ゆるめるモ!）、橋本乃慧瑠、波澄ゆず、浅蔵るか、本間愛波、町田青
ミステリーキッスのメンバー選考オーディションの参加者。

カメラマン
演 - 古屋呂敏
ミステリーキッスのアーティスト写真を撮影し、ルイではなくユキのほうがオーラがあり次元が違うと評価する。

プロデューサー
演 - 西原誠吾
ミステリーキッスのプロデューサー。ユキは何かが違い絶対化けると評価し、センターに推す。

櫻井
演 - 徳橋みのり
芸能事務所のスタッフ。移籍したしほとさくらを新生ミステリーキッスとして売り出す算段。

ナレーター
声 - 吉田真奈美
しほとさくらにインタビューした番組のナレーター。

### スタッフ
- 原作 - P.I.C.S.、此元和津也
- 監督・脚本 - 土屋貴史
- チーフプロデューサー - 伊藤裕史（HI Production）、平賀大介（P.I.C.S.）
- プロデューサー - 松竹奈央（P.I.C.S.）
- 音楽制作 - ポニーキャニオン
- オープニングテーマ - Bialystocks「近頃」（IRORI Records / PONY CANYON）[46]
- 主題歌 - SIRUP，SUMIN「Roller Coaster」（Suppage Records）[47]
- 制作プロダクション - P.I.C.S.
- 製作著作 - RoOT製作委員会

### エピソードリスト
| 話数 | サブタイトル         | 放送日        |
| --- | -------------------- | ------------- |
| 第1話 | こちら指宿探偵事務所 | 2024年4月03日 |
| 指宿探偵事務所の調査員・玲奈と新人の佐藤は浮気現場の写真撮影に成功するが、佐藤はチンピラに暴行されパソコンごと撮影データを取り上げられる。たどり着いた居酒屋やまびこで女将のタエ子に玲奈と佐藤は常連客の個人タクシー運転手・小戸川宏の素行調査を依頼され、便利屋・赤道の協力を得て小戸川のタクシーのドライブレコーダーに遠隔操作できる盗撮機を取り付け監視を始める。 |                      |               |
| 第2話 | ファンシーグッズ     | 4月10日       |
| 指宿が捜索を依頼された三矢ユキが高校の後輩であった玲奈は、年齢も名前も同じメンバーがいる3人組アイドル・ミステリーキッスに親友でキャバ嬢の花音とイベントで接触するが別人であった。小戸川の素行調査から彼が乗客を猿とタクシー会社に報告していたことや、佐藤がドブに暴行された夜、小戸川のタクシーから下車し反社の黒田茂が地上げしたビルに姿を消したユキを佐藤が撮影した可能性が判明する。 |                      |               |
| 第3話 | 汝隣人を愛せよ       | 4月17日       |
| ドブを取り上げバズった世直し系YouTuberの樺沢太一に接触した玲奈は、ドブに奪われたパソコンを取り返させるように仕向けるが無駄足に終わる。そのころ佐藤は、ドブが小戸川にユキが乗車したことを口止めする様子を盗撮機の映像で目撃し、失踪事件の謎を解く手がかりとなるパソコンを取り戻すため単身ドブを尾行する。 |                      |               |
| 第4話 | いろんなパパ         | 4月24日       |
| 玲奈は呑楽邸を訪れユキの母・久美子からユキのスマホの番号を渡される。玲奈がその番号に連絡すると赤道が修理したスマホに繋がり、ユキの所持品と判明する。ユキのスマホからは失踪当日の二階堂ルイからの着信履歴が確認される。 |                      |               |
| 第5話 | 東京は夜の22時       | 5月01日       |
| キャバ嬢の体験入店で今井に接近した玲奈と花音は、彼が宝くじで10億円を当選するきっかけを与えた小戸川の所在を教えた見返りに、ルイ以外のミスキスの2人が仮面を付け始め、彼女たちの芸能事務所がオーディションで新人アイドルを募集中と教えられる。 |                      |               |
| 第6話 | アイドルは大変       | 5月08日       |
| ミスキスの所属事務所が主催する新人オーディションに参加した玲奈と花音は最終選考に進出、ミスキスの3人から事件の手掛かりを直接聞き出そうとする。しかしその動きを察知したミスキスのマネージャー・山本は元締めのヤノに報告、玲奈はヤノの舎弟・関口に雑居ビルの屋上に追い込まれるが佐藤に救出される。 |                      |               |
| 第7話 | 後悔の値段           | 5月15日       |
| 玲奈と佐藤は銀行員・金丸慎吾の手元に渡った奪われたパソコンを回収し、撮影データを確認するとそこに写っていたのはルイであった。ルイに接触した玲奈はユキの失踪当日、事務所に呼び出したユキを殺害したのではと追及するがかわされてしまう。 |                      |               |
| 第8話 | 転落の軌跡           | 5月22日       |
| ミスキスはユキの遺体発見で注目されるが、ルイは仕事ができる精神状態でないと山本に不満を漏らす。ユキの失踪当日、ユキに事務所へ呼び出され山本が急行するとルイがユキの遺体を呆然と見つめていた。 |                      |               |
| 第9話 | 吾輩は猫である       | 5月29日       |
| アイドルになり有名になれば生き別れの父に会えると考えさくらは大分から上京していた。さくらはオーディションで出会ったユキと意気投合するが、ユキは合格し自身は落選する。センターに推されたユキは、そのことが納得できないルイから呼び出され事務所に向かうと、金が底をつき寝泊のため事務所に忍び込んださくらに遭遇する。 |                      |               |
| 最終話 | 子は鎹               | 6月05日       |
| 「会わなければ公演を台無しにする」と隠し子を名乗る何者かから脅迫メールが届いたと呑楽が探偵事務所に相談に現れる。玲奈と佐藤はユキ殺害の真犯人はさくらだと警察に物証を提出するが無視され、呑楽の協力でメールの送り主をおびき出す。待ち合わせ場所に現れたさくらを玲奈は説得するが、さくらは佐藤をナイフで刺して逃走。さくらは故郷の母親に電話するが、父親は呑楽ではないと言われ切られる。正気を失ったさくらは、目撃者である小戸川のタクシーに乗り込み小戸川を刺殺しようとするが、借金取りに追われた柿花が飛び込み犯行は阻止される。呑楽は襲名披露を取り止めようとしていたが、玲奈はユキのスマホのデータを渡す。そこには両親への愛を語るユキのビデオメッセージがあった。玲奈は探偵事務所を辞職し、佐藤を誘って呑楽の襲名公演を鑑賞する。 |                      |               |

### 放送局
| 放送期間                | 放送時間                     | 放送局         | 対象地域       | 備考   |
| ----------------------- | ---------------------------- | -------------- | -------------- | ------ |
| 2024年4月3日 - 6月5日   | 水曜 0:30 - 1:00（火曜深夜） | テレビ東京     | 関東広域圏     | 製作局 |
|                         |                              | テレビ北海道   | 北海道         |        |
|                         |                              | テレビ愛知     | 愛知県         |        |
|                         |                              | テレビせとうち | 岡山県・香川県 |        |
|                         |                              | TVQ九州放送    | 福岡県         |        |
| 2024年4月6日 - 6月8日   | 土曜 2:10 - 2:40（金曜深夜） | テレビ大阪     | 大阪府         |        |
| 2024年4月19日 - 6月21日 | 金曜 0:35 - 1:05（木曜深夜） | テレビ和歌山   | 和歌山県       |        |

### ネット配信
| 配信開始月 | 配信サイト | 配信料金   | 備考     |
| ---------- | ---------- | ---------- | -------- |
| 2023年4月  | Netflix    | 定額制有料 | 独占配信 |

### トークイベント
『ゴールデンウィークだよ！「RoOT / ルート」しゃべらナイト!』と題するトークイベントが2024年5月2日に東京・新宿ロフトプラスワンにて開催された
。イベントには花音役の寺本莉緒、小戸川役の篠原篤、ドブ役の三浦誠己、監督・脚本の土屋貴史、プロデューサーの松竹奈央が登壇した。
| テレビ東京 ドラマチューズ!                                        | テレビ東京 ドラマチューズ!              | テレビ東京 ドラマチューズ!               |
| 前番組                                                            | 番組名                                  | 次番組                                   |
| ----------------------------------------------------------------- | --------------------------------------- | ---------------------------------------- |
| 夫を社会的に抹殺する5つの方法 Season2 （2024年1月10日 - 3月27日） | RoOT / ルート （2024年4月3日 - 6月5日） | 星屑テレパス （2024年6月26日 - 8月28日） |